# Rafał Szymura
Rafał Szymura (Rybnik, 29 agosto 1995) è un pallavolista polacco, schiacciatore dello ZAKSA.

## Palmarès

### Squadra
- Campionato polacco: 4

2018-2019, 2020-2021, 2022-2023, 2023-2024
- Coppa di Polonia: 1

ZAKSA: 2018-2019
- Supercoppa polacca: 2

Jastrzębski Węgiel: 2021, 2022

### Nazionale (competizioni minori)
- Campionato europeo under 19 2013
- Campionato mondiale under 19 2013
- Campionato europeo under 20 2014

### Premi individuali
- 2013 - Campionato europeo under 19: Miglior ricevitore
- 2019 - Coppa di Polonia: Miglior ricevitore